# Grupo Aeromóvil de Fuerzas Especiales del Alto Mando
 (janvier 2018).
Si vous disposez d'ouvrages ou d'articles de référence ou si vous connaissez des sites web de qualité traitant du thème abordé ici, merci de compléter l'article en donnant les références utiles à sa vérifiabilité et en les liant à la section « Notes et références ».
 (janvier 2018).

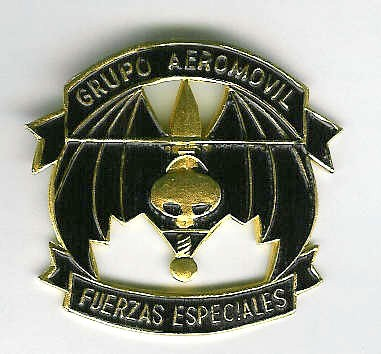
Insigne de l'unité

Force Spéciale de Réaction (Fuerza Especial de Rección), est une unité des forces spéciales mexicain appartenant à l'armée de terre mexicaine et dépendant du Corps des forces spéciales (CFE).
Sa fonction première est la sécurité nationale et le contre-terrorisme pour protéger la sécurité du Mexique en cas de menaces étrangères ou internes. Il a également été nécessaire de capturer et d'éliminer les leaders des cartels de la drogue les plus recherchés par le Mexique et ses alliés.
Ses principales tâches vont de l'action directe à la guerre non conventionnelle, l'unité étant à l'origine inspirée par des unités antiterroristes telles que le SAS britannique, le CAG des États-Unis et le 1er RPIMa de l'armée française.